# Indische Cricket-Nationalmannschaft in Pakistan in der Saison 1978/79
Die Tour der indischen Cricket-Nationalmannschaft nach Pakistan in der Saison 1978/79 fand vom 1. Oktober bis zum 19. November 1978 statt. Die internationale Cricket-Tour war Bestandteil der Internationalen Cricket-Saison 1978/79 und umfasste drei Tests und drei ODIs. Pakistan gewann die Test-Serie 2–0 und die ODI-Serie 2–1.

## Vorgeschichte
Für beide Mannschaften war es die erste Tour der Saison.
Das letzte Aufeinandertreffen der beiden Mannschaften bei einer Tour fand in der Saison 1960/61 in Indien statt.

## Stadien
Die folgenden Stadien wurden für die Tour als Austragungsort vorgesehen.
| Stadion               | Stadt      | Kapazität | Spiele  |
| --------------------- | ---------- | --------- | ------- |
| Iqbal Stadium         | Faisalabad | 18.000    | 1. Test |
| National Stadium      | Karachi    | 34.228    | 3. Test |
| Gaddafi Stadium       | Lahore     | 60.000    | 2. Test |
| Ayub National Stadium | Quetta     | 20.000    | 1. ODI  |
| Zafar Ali Stadium     | Sahiwal    | 10.000    | 3. ODI  |
| Jinnah Stadium        | Sialkot    | 18.000    | 2. ODI  |

## Kaderlisten
| Test | Test | ODI | ODI |
| Pakistan | Indien | Pakistan | Indien |
| --- | --- | --- | --- |
| - Mushtaq Mohammad (K) - Asif Iqbal - Imran Khan - Iqbal Qasim - Javed Miandad - Majid Khan - Mudassar Nazar - Sadiq Mohammad - Saleem Altaf - Sarfraz Nawaz - Sikander Bakht - Wasim Bari (wk) - Zaheer Abbas | - Bishan Bedi (K) - Mohinder Amarnath - Surinder Amarnath - Bhagwath Chandrasekhar - Chetan Chauhan - Sunil Gavaskar - Karsan Ghavri - Kapil Dev - Syed Kirmani (wk) - Erapalli Prasanna - Dilip Vengsarkar - Gundappa Viswanath | - Mushtaq Mohammad (K) - Asif Iqbal - Azmat Rana - Hasan Jamil - Imran Khan - Iqbal Qasim - Javed Miandad - Majid Khan - Mohsin Khan - Mudassar Nazar - Sadiq Mohammad - Saleem Altaf - Sarfraz Nawaz - Sikander Bakht - Wasim Bari (wk) - Wasim Raja - Zaheer Abbas | - Bishan Bedi (K) - Mohinder Amarnath - Surinder Amarnath - Chetan Chauhan - Anshuman Gaekwad - Sunil Gavaskar - Karsan Ghavri - Kapil Dev - Syed Kirmani (wk) - Bharath Reddy (wk) - Yashpal Sharma - Dilip Vengsarkar - Srinivas Venkataraghavan - Gundappa Viswanath |

## One-Day Internationals

### Erstes ODI in Quetta
| 1. Oktober Scorecard | Quetta (ANS) | Indien 170-7 (40/40)      | – | Pakistan 166-8 |
|                      |              | Indien gewinnt mit 4 Runs |   |                |

Indien gewann den Münzwurf und entschied sich als Schlagmannschaft zu beginnen. Als Spieler des Spiels wurde Mohinder Amarnath ausgezeichnet.

### Zweites ODI in Sialkot
| 13. Oktober Scorecard | Sialkot (JS) | Indien 79 (34.2/40)            | – | Pakistan 83-2 (16.5/40) |
|                       |              | Pakistan gewinnt mit 8 Wickets |   |                         |

Indien gewann den Münzwurf und entschied sich als Feldmannschaft zu beginnen. Als Spieler des Spiels wurde Hasan Jamil ausgezeichnet.

### Drittes ODI in Sahiwal
| 3. November Scorecard | Sahiwal | Pakistan 205-7 (40/40)         | – | Indien 183-2 (37.4/40) |
|                       |         | Pakistan gewinnt durch Aufgabe |   |                        |

Pakistan gewann den Münzwurf und entschied sich als Schlagmannschaft zu beginnen. Indien weigerte sich, nachdem einige kurze Bälle nicht als Wide gewertet worden waren, das Spiel fortzusetzen. Als Spieler des Spiels wurde Asif Iqbal ausgezeichnet.

## Tests

### Erster Test in Faisalabad
| 16. – 21. Oktober Scorecard | Faisalabad | Pakistan 503-8d (152) & 264-4d (71.5) | – | Indien 462-9d (142.5) & 43-0 (19) |
|                             |            | Remis                                 |   |                                   |

Pakistan gewann den Münzwurf und entschied sich als Schlagmannschaft zu beginnen.

### Zweiter Test in Lahore
| 27. Oktober – 1. November Scorecard | Lahore | Indien 199 (56.5) & 465 (170.3) | – | Pakistan 539-6d (133) & 128-2 (20.4) |
|                                     |        | Pakistan gewinnt mit 8 Wickets  |   |                                      |

Pakistan gewann den Münzwurf und entschied sich als Feldmannschaft zu beginnen.

### Dritter Test in Karachi
| 14. – 19. November Scorecard | Karachi | Indien 344 (115.2) & 300 (82)  | – | Pakistan 481 (141) & 164-2 (24.5) |
|                              |         | Pakistan gewinnt mit 8 Wickets |   |                                   |

Indien gewann den Münzwurf und entschied sich als Schlagmannschaft zu beginnen.